# 51915 Andry
51915 Andry è un asteroide della fascia principale. Scoperto nel 2001, presenta un'orbita caratterizzata da un semiasse maggiore pari a 2,6764698 UA e da un'eccentricità di 0,1403841, inclinata di 10,45297° rispetto all'eclittica.